# Лакруа, Поль
Поль Лакруа (фр. Paul Lacroix; 1806—1884) — французский писатель, более известный под псевдонимом «Bibliophile Jacob» («Библиофил Жакоб»), историк.
Был библиотекарем Арсенальной библиотеки. Лакруа отличался чрезвычайной плодовитостью, но далеко не всё, появлявшееся под его именем, принадлежало его перу. Имя Лакруа было часто такой же фирмой, как подпись Дюма-отца на бесчисленных романах, считавшихся его произведениями. Лакруа написал целую серию исторических или псевдоисторических романов: «L’Assassinat d’un roi», «Les soirées de sir Walter Scott à Paris», «La Folle d’Orléans», «Les Francs-Taupins», «Une bonne fortune de Racine» и др.
Он был сотрудником Анри Мартена в первом издании его «Histoire de France» и «Hist. de Soissons», затем начал обширную «Историю Франции XVI века», оставшуюся незаконченной. Замечательно и роскошно изданный им вместе с Сэрэ «Le Moyen Age» и «La Renaissance» (1847—1852). Он написал также:
- «Histoire de la prostitution chez tous les peuples» (1851—1852),
- «Histoire politique et populaire de Napoleon III» (1853),
- «Histoire de la vie et du règne de Nicolas I, empereur de Russie» (1864—1875; незаконченный труд, за который Лакруа получил пенсию от русского двора),
- «Enigmes et découvertes»,
- «Mélanges»,
- «Dissertations bibliographiques»,
- «Biographie molièresque» (1872),
- «Iconographie molièresque» и многие другие.

Его младший брат Жюль Лакруа (1809-87) был известен в своё время как поэт, третий или четвёртый муж Каролины Собаньской.